# Plzeň hlavní nádraží
Plzeň hlavní nádraží – główna stacja kolejowa w Pilźnie, w kraju pilzneńskim, w Czechach. Znajduje się we wschodniej części śródmieścia, w dzielnicy Slovany, przy ul. Nádražní 102/9.

## Historia
Stacja powstała w 1862 r. Neobarokowy budynek dworca zbudowano w 1906 r. Perony umieszczone są po obu jego stronach. Wejście znajduje się od strony dużego placu przy ul. Sirkovej.
W 2014 roku zakończono budowę przejścia podziemnego łączącego perony w stronę browaru.
Budynek i jego otoczenie zostały uznane za zabytek kultury 15 maja 2000 roku. Jako zabytek chroniony jest przede wszystkim sam budynek wystawowy, ale także zadaszenia peronów, tarasy przed fasadą główną, plac przed budynkiem (jest tam pomnik czechosłowackich legionistów z tablicą TG Masaryka) i murami oporowymi w kierunku wiaduktów. Budynek charakteryzuje się także wspaniałą kopułą, która osiąga wysokość 40 m.
9 grudnia 2018 roku uroczyście otwarto nowy terminal autobusowy na głównym dworcu kolejowym przy ulicy Šumavskiej, na którym znajduje się 10 przystanków autobusowych i jeden budynek odpraw z toaletami publicznymi. Projekt budowy był współfinansowany ze środków Unii Europejskiej oraz Ministerstwa Rozwoju Regionalnego Republiki Czeskiej. Terminal ma 134 metry długości zadaszenia. Nowo powstałe przystanki autobusowe są bez barierowo połączone z dworcem kolejowym. 
Od maja 2021 roku trwa całkowita przebudowa budynku dyspozytorni, która prowadzona jest z myślą o większym połączeniu stacji z miastem. 

## Nazwa
Stacja kilkakrotnie zmieniała nazwę. W momencie powstania nazywano go czasem dworcem centralnym, w okresie I Republiki Czechosłowackiej używano nazwy Plzeň hlavní nádraží. W 1949 roku nazwę stacji zmieniono na Plzeň Gottwaldovo nádraží na cześć pierwszego komunistycznego prezydenta Klementa Gottwalda. W 1971 roku przed budynkiem odsłonięto pomnik Klementa Gottwalda, który po 1989 roku został usunięty. Po aksamitnej rewolucji stacja powróciła do nazwy Plzeň hlavní nádraží.

## Węzeł kolejowy
Plzeň hlavní nádraží jest jednym z największych czeskich dworców kolejowych. Krzyżują się tu linie:
- nr 160 (Pilzno – Žatec)
- nr 170 (Cheb – Beroun; część III korytarza kolejowego z Żyliny do Norymbergi)
- nr 180 (Pilzno – Domažlice; ma przedłużenie do Ratyzbony i Monachium)
- nr 183 (Pilzno – Klatovy)
- nr 190 (Pilzno – Czeskie Budziejowice)

Linia Praga – Pilzno – Cheb wchodzi w skład III. korytarza kolejowego, czyli linii przystosowanej do prędkości do 160 km/h. Na terenie miasta znajdują się także stacje i przystanki kolejowe: Plzeň-Křimice , Plzeň-Orlík , Plzeň-Doubravka , Plzeň-Jižní Předměstí , Plzeň-Slovany , Plzeň-Bolevec, Plzeň-Bílá Hora, Plzeň-Doudlevce, Plze ň- Koterov, Pilzno-Skvrňany, Pilsen-Zadní Skvrňany, przystanek Pilzno i Pilzno-Valcha .